# Korolupy
Korolupy (deutsch Kurlupp) ist eine Gemeinde mit 168 Einwohnern im Okres Znojmo in Südmähren, Tschechien. Es befindet sich sieben Kilometer vom Grenzübergang Vratěnín/Drosendorf zu Österreich entfernt.

## Etymologie
Am Ende des 13. Jahrhunderts, als sich spezialisierte Handwerker oder landwirtschaftliche Produktion in der Ortschaft niederließen, entstand der Ortsnamen Korolupy. Dieser Benennungstyp wurde im Mittelalter oft verwendet. Ortsnamen mit dem alttschechischen Possessivsuffix -jъ waren am Ende des 13. Jahrhunderts eher am Rücktritt. Es handelte sich um einen Ort, an dem Baumrinde geschält wurde – „Rindeschäler“.
Im Laufe der Jahrhunderte kam es zu verschiedenen Namensänderungen des Ortes: 1372 Chirlobw, 1493 Chrlopy, 1571 Kurlup, 1869 Chrlopí (Bezirk Znojmo), 1880–1890 Chrlopy (Bezirk Znojmo), 1900–1910 Chrlopy (Bezirk Moravské Budějovice), 1921–1938 Korolupy, deutsch Kurlupp (Bezirk Moravské Budějovice), 1938–1945 Kurlupp (Gau Niederdonau, Horn), 1945–1961 Korolupy (Bezirk Moravské Budějovice, nach dem Jahr 1961 Bezirk Znojmo).

## Geografie
Das Dorf liegt auf einem Plateau in einer Höhe von 433 Metern in der Nähe einer kleinen Anhöhe Kopka (deutsch Kuppen) und auf dem rechten Ufer des Flusses Blatnice. Nicht nur die Lage des Dorfes im Westen des Bezirks Znojmo im südwestlichen Teil der Region Südmähren und an der Grenze des Bezirks Jindřichův Hradec (Jihomoravský kraj), Třebíč (Vysočina) und Österreich hatte einen entscheidenden Einfluss auf die historische Entwicklung des Dorfes. Auch die isolierte Lage von den großen urbanen Zentren wirkte sich in land- und forstwirtschaftlichen Tätigkeiten der Bevölkerung aus.

### Nachbargemeinden
| Lubnice (Hafnerluden) | Police u Jemnice (Pulitz)                   | Vysočany (Wissokein)                     |
| Mešovice (Nespitz)    | Kompassrose, die auf Nachbargemeinden zeigt | Oslnovice (Höslowitz)                    |
| Vratěnín (Fratting)   | Uherčice (Ungarschitz) Drosendorf           | Podhradí nad Dyjí (Freistein) Drosendorf |

## Geschichte

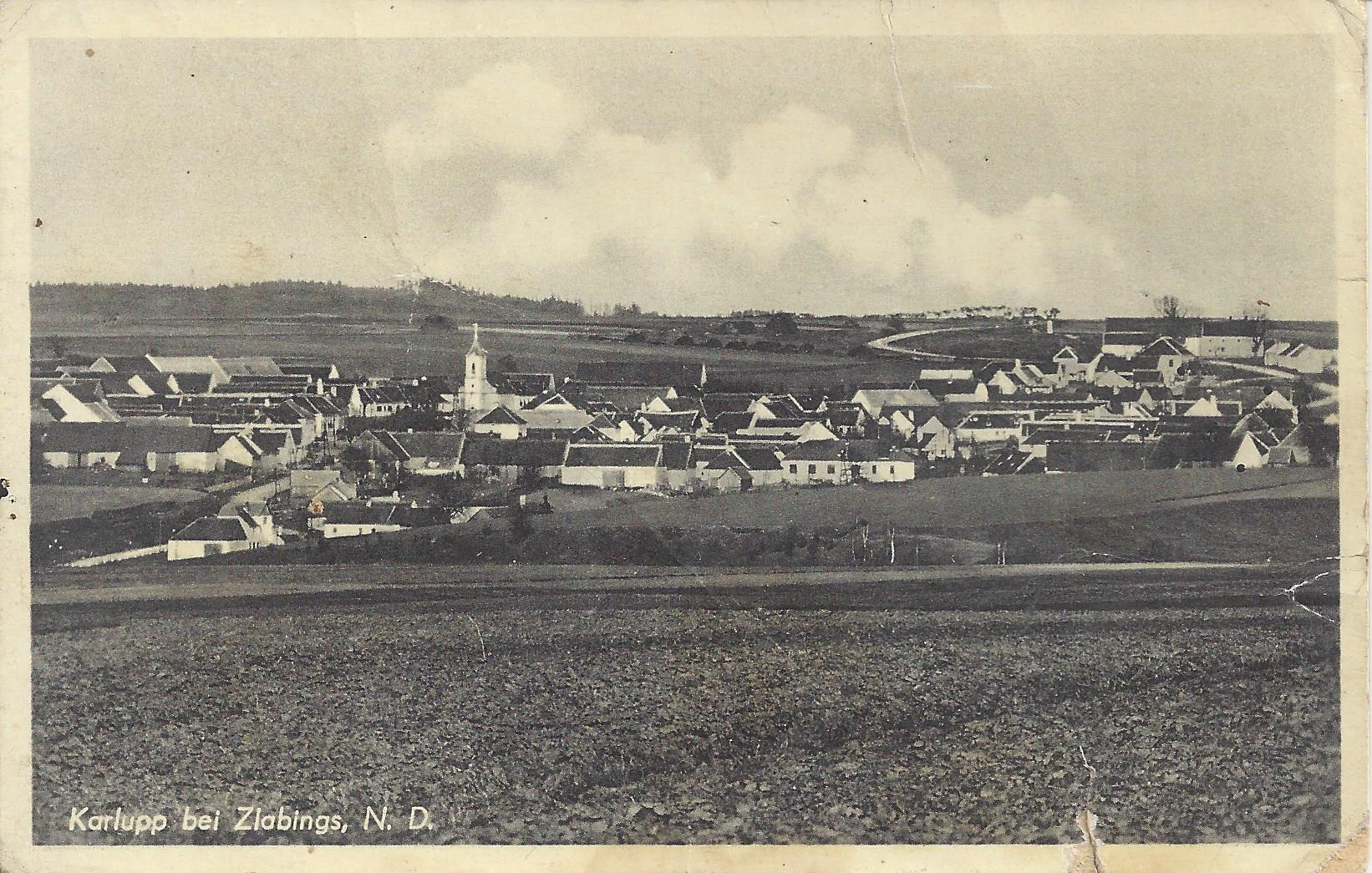
Kurlupp 1938–1945

Die Geschichte des Dorfes Kurlupp ist mit der Entstehung der Ortschaft Lubnice (deutsch Hafnerluden) eng verbunden. Die Gegend um den Zusammenfluss von Deutschen und der Mährischen Thaya war schon im 9. Jahrhundert im Besitz des Deutschen Reiches und bildete eine Grenzmark gegen Böhmen ebenso wie gegen Mähren hin. Mit dieser Grenzwacht wurden die Burgen Raabs und Drosendorf beauftragt. Ein anderes Schloss, welches seit Anfang des 12. Jahrhunderts mit Raabs, Drosendorf und auch anderen Festen an der Thaya in enger Verbindung stand, war Pernegg bei Horn, wo die Herren, später Grafen von Pernegg, Verwandte der Babenberger, ihren Wohnsitz hatten.
Nach dem Aussterben der Babenberger wurde der treue Diener Boczko 1252 von dem neuen Herzog von Österreich Ottokar II. zum Leiter der Verwaltung des Herrschaftsgutes in der Grafschaft Pernegg ernannt. Die Zahl der Pfarren, welche den Prämonstratensern einverleibt waren, vermehrte sich um die Kirche in Fratting, als Wichard von Thürnau (de Tyrna) sein Patronats- und Verleihungsrecht samt Kirche in Fratting dem Stifte auf immerwährende Zeiten übergab, damit dort die Brüder in Gottesfurcht den Gottesdienst getreu und eifrig hegen und pflegen. Aus dem Wortlaute der Schenkungsurkunde ergibt sich, dass Wichard von Thürnau im nahen Mähren begütert war, und zwar entweder durch Kauf, oder vielmehr durch Heirat, da unter den Zeugen auch mährische Adelige genannt werden, z. B. Wernhard von Butsch und dessen Bruder Ulrich sowie Gaytmar de Freistein. Die Herren von Freistein hatten mit dem Thürnauer ganz gleiches Wappen, waren daher mit ihnen wohl nahe verwandt.
Aus dem Jahre 1250 stammen die ersten Nachrichten über die Burg „Vreynsteyne“ an der Thaya, deren Besitzer die Brüder Gaytmar und Hartleb von Freistein waren. 1331 kam die Burg auch mit der Ortschaft Lubnice (samt anderen Dörfern) in den Besitz Konrads von Vöttau. Das Dorf Korolupy wurde am 28. Oktober 1372 erstmals als „villa Chirlobw“ urkundlich erwähnt, da der Ritter Seifried von Hafnerluden und seine Gemahlin Bohuslawa (Lichtenburg?) eine Kapelle zu Hafnerluden, dem hl. Georg und der hl. Katharina gewidmet, und einen Petersaltar zu Fratting stifteten.
Das Dorf Korolupy wurde als Rundling angelegt, was auf die Gründung zu deutschem Recht von dem Ritter Seifrid von Plank (von Hafnerluden) mit überwiegend slawischer Bevölkerung schließen lässt. Die Ortschaft Lubnice stand schon längst unter der Herrschaft Freistein. Die bis 1945 gesprochene Ui-Mundart (bairisch-österreichisch) und die alten Flurnamen weisen auf eine Assimilierung der tschechischen Bevölkerung mit deutscher Bevölkerung hin.
Gregor Wolny beschrieb das Dorf Korolupy als ein Dorf Kurlupp (Chrlopy) und 1 Mühle mit Brettsäge an dem Klampfnerbach nach Vöttau eingepfarrt, mit einer eigenen Schule und eine 1798 erbaute Pfarrkirche Skt. Laurenzkapelle, in welcher an gewissen Tagen im Jahre Messen gelesen werden. Der Ort, welcher im 15. Jahrhundert 1 Hof enthielt und 1561 gleichfalls von der Anfallsverpflichtung befreit wurde, war, wie so viele andere in dieser Gegend, in der Vorzeit, der Sprache nach, ganz Mährisch, und erst 1832 starb der letzte so redende Bauer im 95. Lebensjahre. 2 dasige Ansassen gehören zum Domin. Vöttau.

### Collalto et San Salvatore
Nach einem überaus häufigen Wechsel der Grund- und Lehensherrschaft kam die Herrschaft Ungarschitz und damit auch das Dorf Korolupy 1769 an das Grafen- und spätere Fürstengeschlecht Collalto et San Salvatore. Nach Zerfall Österreich-Ungarns und Gründung der Tschechoslowakei im Jahr 1918 blieben ausgenommen von der Beschlagnahme der Hof Neu-Ungarschitz, Mitrowitz, die Brennerei, der Kalkofen und das Elektrizitätswerk Neu-Ungarschitz. Verstaatlicht wurden die Forstwirtschaft und die Ruine Freistein. Das Restgut Kurlupp wurde dem Lande Mähren-Schlesien und dann an eine tschechische Familie verkauft. Das Restgut Gösingshof wurde neu geschaffen, beschlagnahmt blieb der Neuhof. Für die Bevölkerung, meist in der Landwirtschaft tätig, richtete die Herrschaft (Fürsten Collalto) das Arbeiterhaus für die mittellose Arbeiterschaft ein.

### Landwirtschaft, Gewerbe bis 1945
In erster Linie lebte die Bevölkerung vom Getreideanbau. Daneben wurden auch Erbsen, Linsen, Wicken und Klee angebaut. Weitere wichtige Bereiche waren die Viehwirtschaft (543 Rinder und 224 Schweine um 1910) und Waldarbeit (563 ha um 1900). Sägewerk und Ziegelbrennerei, eine Mühle mit Wasserantrieb und zwei Gastwirtschaften mit Kegelbahn. Später wurde eine Gastwirtschaft mit Lebensmittelgeschäft eingerichtet. Ansonsten noch Kleingewerbe und Kleinhäusler.

### Einrichtungen und Vereine bis 1938
- 1770 Deutsche Volksschule (1891 neue Gebäude, einklassig, später zweiklassig, 1939 auch Kindergarten)[13]
- 1798 Kirche St. Laurentius[14]
- 1806 Friedhof[14]
- 1857 Pfarrhaus[14]
- 1886 Deutscher Schulverein für Fratting und Umgebung (ab 1910 unter Ortsgruppe Ungarschitz)[15]
- 1893 Freiwillige Feuerwehr Kurlupp (VIII. Bezirk Znaim, dann XXIII. Bezirk Frain)[16]
- 1899 Bund der Deutschen Südmährens für Umgebung Fratting-Ungarschitz[17]
- 1903 Landwirtschaftlicher Verein Fratting und Umgebung[18]
- 1903 Spar- und Darlehenskassen-Verein für Kurlupp (später Raiffeisenkasse)[19]
- Zuständiges Postamt Fratting, später in Ungarschitz, ab 1. Jänner 1906 eine k. k. Postablage Kurlupp[20]
- 1912 Milchgenossenschaft Kurlupp[21]
- Kastanienallee am Dorfplatz[22]
- 1921 Tschechische Volksschule[23]
- 1928 Getreidereinigungsstation[22]
- 1930 Ortsgruppe Národní jednota pro jihozápadní Moravu[22]
- Feuerwehrhaus mit Tanzsaal und Bühne[22]
- Deutsche Gemeindebücherei[22]
- Zwei Armenhäuser[22]
- Lagerhaus und Lagerhausgenossenschaft[22]
- 1936 Elektrifizierung[22]

| 1938–1945 DRITTES REICH GAU NIEDERDONAU 141 | 1938–1945 DRITTES REICH GAU NIEDERDONAU 141 |
| GEMEINDE 15 – Dorf Kurlupp                  | LANDKREIS HORN                              |
| ------------------------------------------- | ------------------------------------------- |
| Amtsgericht                                 | Frain – Vranov nad Dyjí                     |
| Post – Ablage                               | Ungarschitz – Uherčice                      |
| Matriken                                    | Fratting – Vratěnín                         |
| Gendarmerie                                 | Fratting (1876–1939)                        |
| Arbeitsamt                                  | Znaim – Znojmo                              |
| Fläche                                      | 1 587 ha                                    |
| Häuser                                      | 85 (1942)                                   |
| Bevölkerung                                 | 407 davon 202 M (1942)                      |
| Landwirtschaftliche Betriebe                | 76 (1942)                                   |

1939 wurde eine Molkereigenossenschaft gegründet, die die Milch aus 78 Ortschaften und einem Einzugsgebiet von 900 Quadratkilometern erfasste. Die Planung einer neuen angeschlossenen Käserei übernahmen die Architekten Ernst Otto Hofmann und Adolf Hoch. Am 8. Mai 1942 wurde das Gebäude in Langau dem Betrieb übergeben. Das Einzugsgebiet reichte von Theras bis Kurlupp und von Großau bis Retz. Im Käsereibetrieb wurden pro Jahr bis zu 20.000 Liter Milch zu Tilsiterkäse verarbeitet. Mit der anfallenden Molke wurden Alkohol, Fruchtsäfte und andere Produkte erzeugt, nebst bis zu 180 Tonnen Butter.

### Vertreibung 1945/46
Am 9. Juni 1945 kamen die ersten Tschechen mit Lastwagen in den Ort. Den deutschen Bewohnern von Kurlupp wurde befohlen, sich innerhalb einer Stunde bei der Kirche zu sammeln. Nun wurden sie von ihren tschechischen Bewachern über die Grenze nach Österreich vertrieben. Anfang 1946 erfolgte die organisierte Zwangsaussiedlung der Deutschen.

### Nachkriegszeit
Die Vertreibung der deutschen Einwohner wurde eine wesentliche Voraussetzung dafür, dass man die Westgrenzen großräumig befestigen konnte. Ab 1950 richtete der Staat als Grenzbefestigung den Eisernen Vorhang ein.

## Siegel
Als König Wladislaw II. den Kurluppern 1498 verschiedene Privilegien bestätigte, war darunter ein Recht auf Siegelführung nicht enthalten. Kurlupp führte später ein Gemeindesiegel, das die Muttergottes mit dem Jesukind stehend zwischen zwei Blütenstängeln über dem Ortsnamen zeigt. Gemeindestempel des 20. Jahrhunderts. tragen eine bildlose Umschrift. Ein Wappen hat die rd. 400 Einwohner zählende Gemeinde nicht geführt. Die Matriken wurden seit 1858 mitgefűhrt (davor ab 1751 bei Vöttau) und befinden sich jetzt im Landesarchiv Brünn.

## Bevölkerung
| Jahr | Einwohnerzahl | Erwachsene | Katholisch | Häuser |
| ---- | ------------- | ---------- | ---------- | ------ |
| 1862 | 386           | k. A       | 386        | k. A   |
| 1874 | 390           | k. A       | 390        | 73     |
| 1900 | 413           | k. A       | 413        | 76     |
| 1910 | 404           | 334        | 404        | 77     |
| 1930 | 432           | 255        | 432        | 83     |
| 1938 | 443           | k. A       | k. A       | 83     |

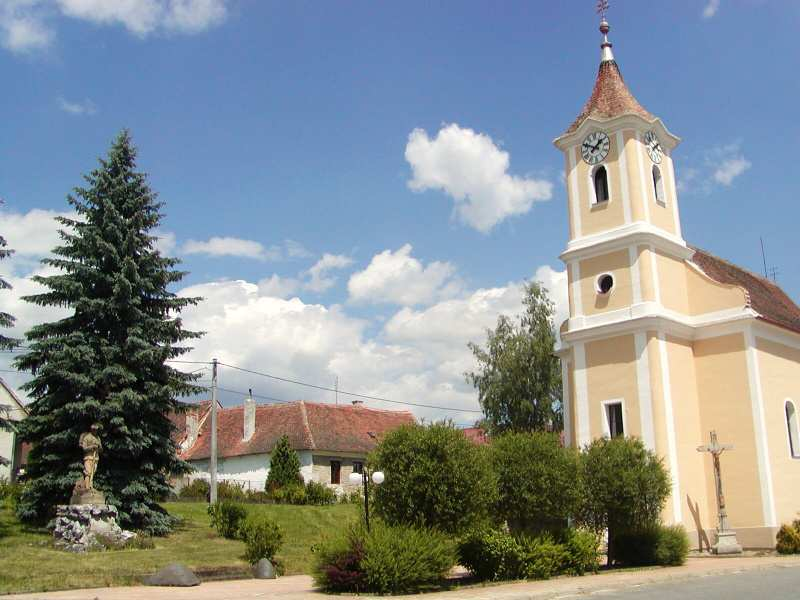
Die Pfarrkirche St. Laurentius aus dem Jahre 1797 in der Dorfmitte mit dem Kriegerdenkmal für die Gefallenen des Ersten Weltkrieges.

Jahr 1938: 85 % Deutscher, 15 % Tschechen und 5 Mischehen